# Слоун-Родригес, Гэбриел
Гэбриел Слоун-Родригес (англ. Gabriel Sloane-Rodrigues; родился 3 июля 2007) — новозеландский футболист, вингер клуба «Веллингтон Феникс».

## Клубная карьера
Выступал за юношеские команды новозеландских клубов «Ист-Кост Бэйз» и «Окленд Юнайтед». В 2022 году стал игроком академии клуба «Веллингтон Феникс». 9 марта 2024 года дебютировал в основном составе «Веллингтон Феникс», выйдя на замену в матче против «Мельбурн Сити» в А-Лиге, в возрасте 16 лет и 250 дней став самым молодым игроком в истории клуба.

## Карьера в сборной
В 2023 году в составе сборной Новой Зеландии до 17 лет выиграл чемпионат ОФК (до 17 лет), забив на турнире два гола. Новозеландцы квалифицировались на юношеский чемпионат мира, который прошёл в том же году в Индонезии. На нём Слоун-Родригес провёл три матча группового этапа: против Венесуэлы, Германии и Мексики.

## Личная жизнь
Отец — бразильский футболист Жоржиньо.